# Christian Berentz

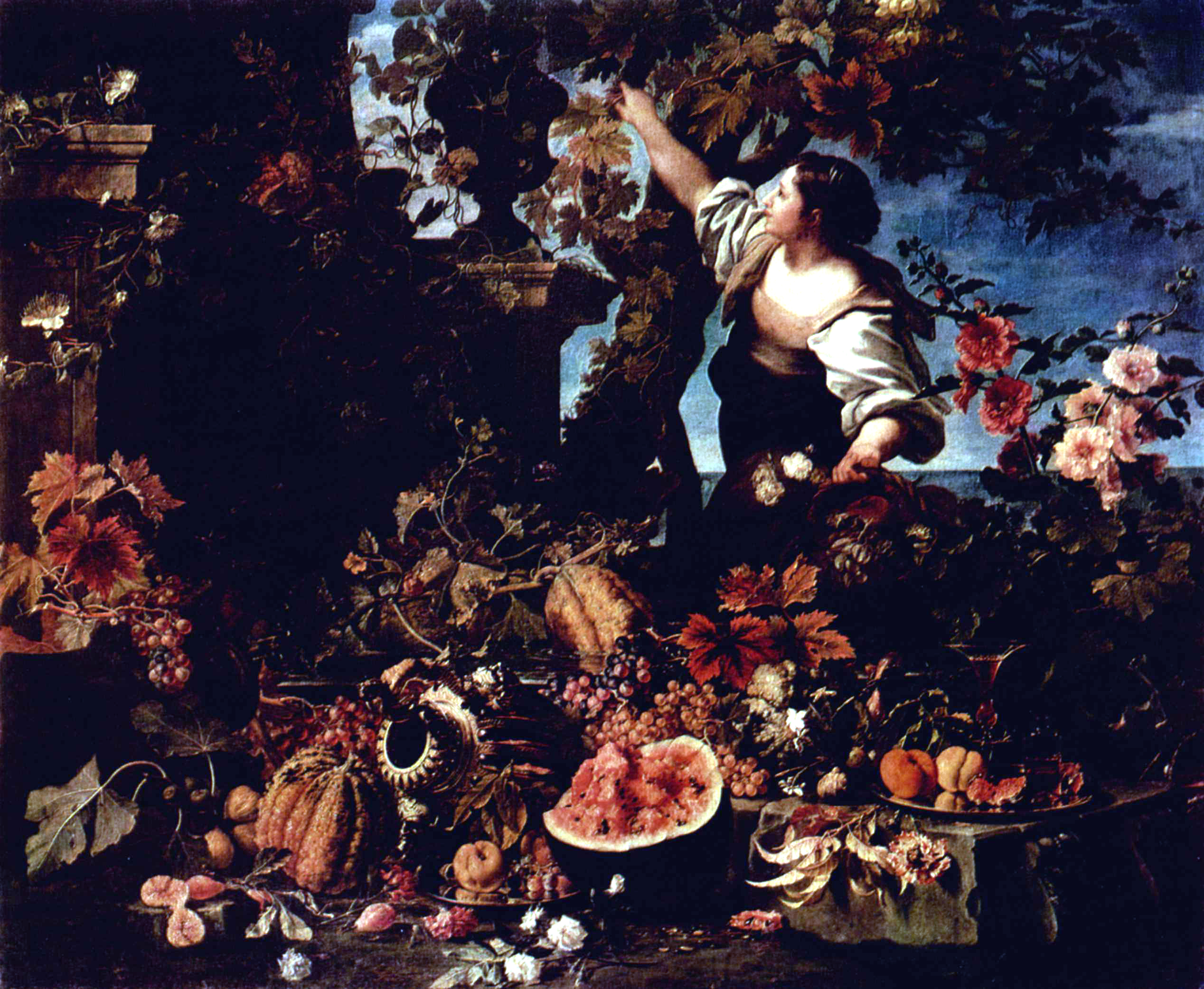
Kwiaty i owoce (oryg. Blumen und Früchte)

Christian Berentz (ur. w 1658 w Hamburgu, zm. 22 marca 1722 w Rzymie) – niemiecki malarz martwych natur.
Malował przedmioty cenne i delikatne: kryształowe szkła, szlifowane i pozłacane puchary i karafki, porcelanę.

## Wybrane dzieła
- Czeskie szkła kryształowe, filiżanki i zegarek – Rzym, Galleria Nazionale d’Arte Antica
- Kwiaty i owoce (1689) – St. Petersburg, Ermitaż
- Kwiaty, owoce i kobieta zbierająca winogrona (1689) – Neapol, Museo di Capodimonte
- Martwa natura z koszami owoców - Warszawa, Muzeum Narodowe
- Martwa natura z owocami – Hamburg, Kunsthalle
- Szklane naczynia i talerz z ciastkami - Rzym, Galleria Nazionale d’Arte Antica